# Paranemastoma filipes
Espèce
Synonymes
- Nemastoma quadripunctatum filipes Roewer, 1919

Paranemastoma filipes est une espèce d'opilions dyspnois de la famille des Nemastomatidae.

## Distribution
Cette espèce se rencontre en Azerbaïdjan et en Iran au Gilan et au Mazandéran.

## Description
Le mâle holotype mesure 3,5 mm.
Les mâles mesurent de 2,7 à 3,4 mm et les femelles de 3,6 à 4,7 mm.

## Systématique et taxinomie
Cette espèce a été décrite sous le protonyme Nemastoma quadripunctatum filipes par Roewer en 1919. Elle est élevée au rang d'espèce par Roewer en 1923. Elle est placée dans le genre Paranemastoma par Staręga en 1978.

## Publication originale
- Roewer, 1919 : « Über Nemastomatiden und ihre Verbreitung. » Archiv für Naturgeschichte, p. 83, no 2, p. 140–160.